# 蔡宁生
蔡宁生（1956年7月—），男，中国能源专家，清华大学热能工程系教授、博士生导师。主要研究方向为洁净煤、二氧化碳捕集、氢能与燃料电池技术。中华人民共和国教育部首批长江学者特聘教授，同年获国务院政府特殊津贴。

## 生平
1975年3月至1978年10月在南京建邺电机厂做电工。1978年10月至1982年7月就读于西安交通大学动力机械一系核反应堆工程专业，获工学学士学位。1982年8月至1984年9月在核工业总公司苏州阀门厂车间技术员工作，1983年任助理工程师。
1984年9月至1987年3月就读于南京工学院动力系热能工程专业，获工学硕士学位。1987年3月至1987年12月在电力部南京自动化研究所工作。
1988年1月起就读于东南大学热能工程研究所热能工程专业。1989年7月至1991年2月作为联合培养博士生进入University of Tennessee, USA Space Institute（Mechanical Engineering）学习。1991年6月毕业，获工学博士学位。
1991年6月进入东南大学热能工程研究所工作，曾任所长，1996年晋升教授；
2002年4月至今，为清华大学热能工程系教授、博士生导师。